# ۷۶۵ (میلادی)
۷۶۵ (میلادی) هفتصد و شصت و پنجمین سال تقویم میلادی است.

## درگذشتگان
‎